# 그레고리 타이리 보이스
그레고리 타이리 보이스(Gregory Tyree Boyce, 1989년 12월 5일 ~ )는 미국의 배우이다.